# Wielka przygoda Pee Wee Hermana
Wielka przygoda Pee Wee Hermana (ang. Pee-wee's Big Adventure) – amerykańska komedia familijna z 1985 roku w reżyserii Tima Burtona.
Zdjęcia kręcono w Kalifornii (Los Angeles, Pasadena, Santa Clarita, Santa Monica) oraz w Teksasie (San Antonio).